# 薮内威佐夫
薮内 威佐夫（やぶうち いさお、1936年〈昭和11年〉4月 - ）は、元プロ野球選手（外野手）、南海ホークス所属（1955年）。日本のヤクザ。二代目美能組組長。元共政会副会長、沖本勲四代目会長体制で共政会最高顧問を務めた。広島県呉市内神町出身。

## 来歴
子供の頃から野球少年だったが非常にワルで、呉港高等学校に進むが、二年のとき、他校との決闘事件に参加し三年生が一人死んで、重傷者も一人出した。このため同校は二年間は日本高校野球連盟から出場停止処分を食らう。野球をやっていたから退学にならなかったという。1954年当時の南海ホークスにスカウトされ入団。同じ呉市出身の鶴岡一人が監督を務め、広島出身の広瀬叔功が同期で、野村克也は一学年上。二軍戦では試合に出場するが、素行不良で自由契約になり帰郷。美能組に入り、広島抗争に身を投じる。詳細は広島抗争、『仁義なき戦い』の項を参照。1963年、広島県警の"頂上作戦"で美能幸三組長が収監され、薮内は若頭として組長留守中の美能組を切り盛りする。その姿は『仁義なき戦い 完結篇』で伊吹吾郎演じる氏家厚司として描かれた。1970年9月、美能が出所、新たな火種になると思われたが、波谷守之の尽力により、美能が引退、1971年1月、二代目を薮内に譲った。同時に薮内は三代目共政会に副会長として迎え入れられた。沖本勲四代目会長体制では共政会最高顧問を務めた。

## 関連映像作品
- 『仁義なき戦い 完結篇』（1974年、東映）　伊吹吾郎が演じる氏家厚司のモデル

## 背番号
- 7（1955年）